# طلب التوظيف

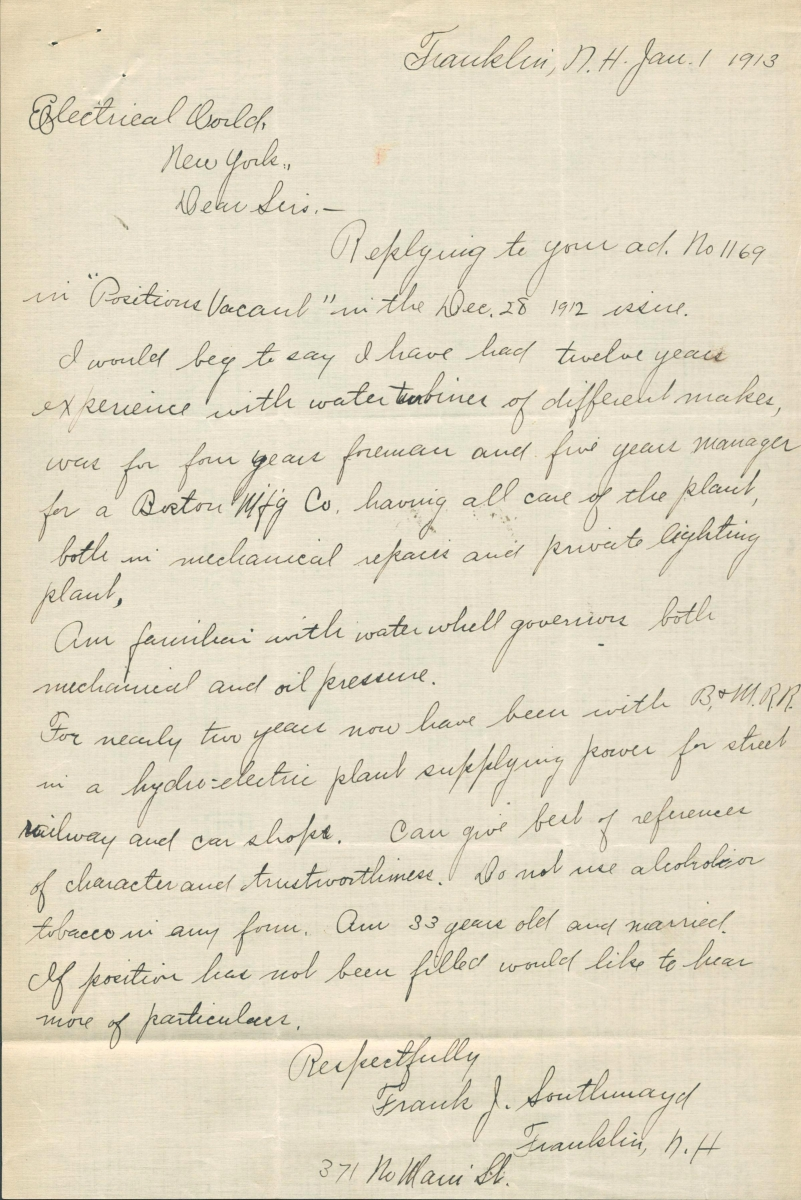
خطاب طلب وظيفة بتاريخ 1 يناير 1913.

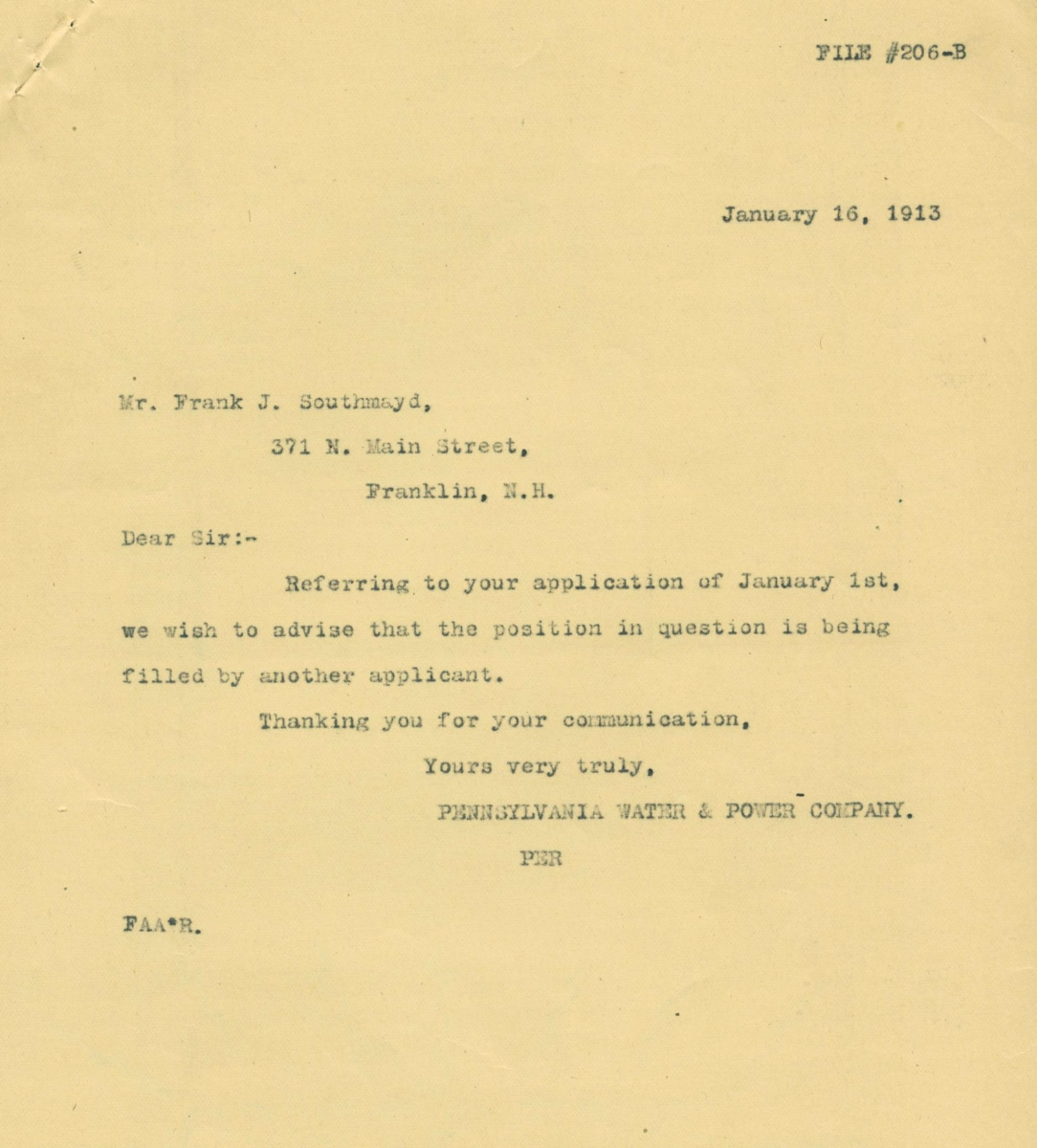
خطاب رفض بتاريخ 16 يناير 1913

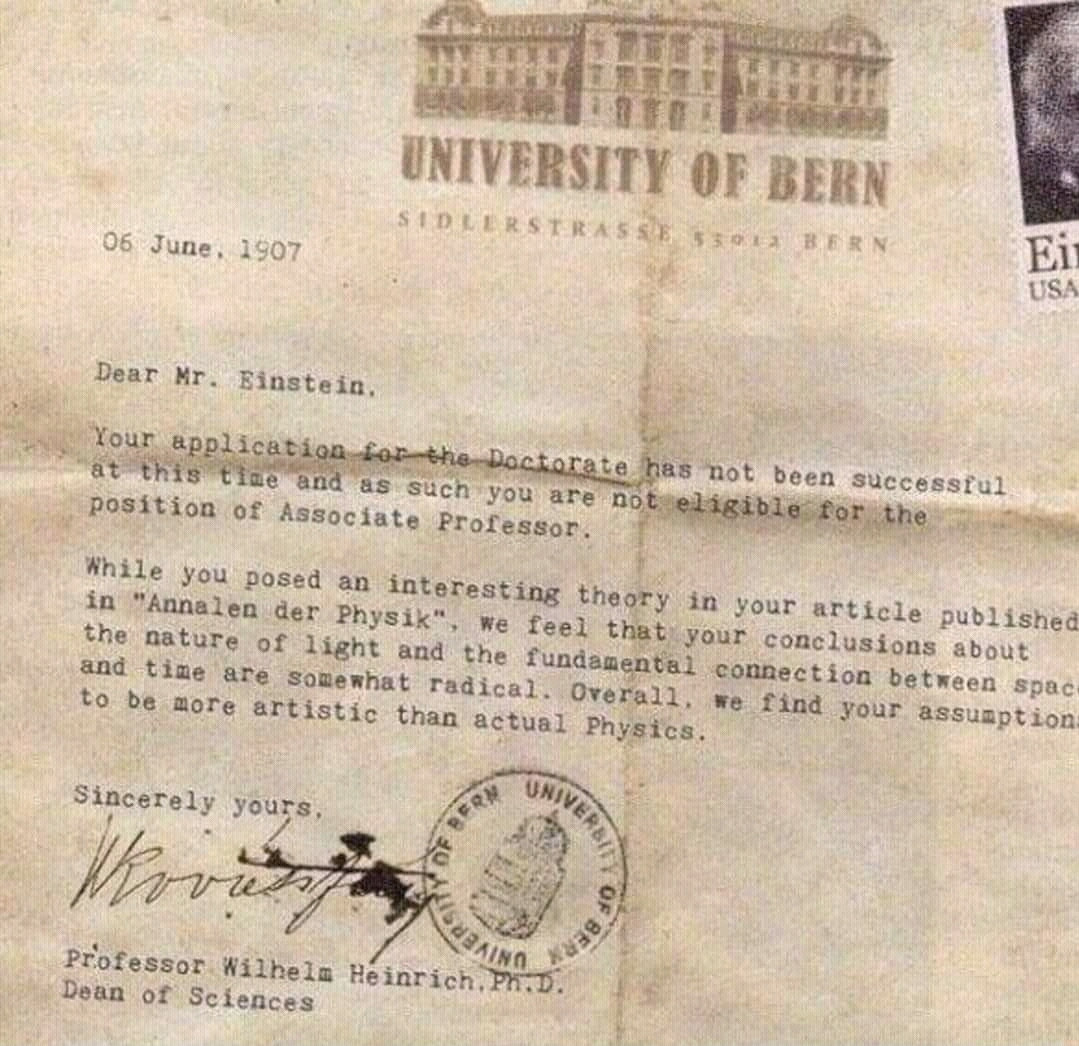
خطاب رفض مزور لألبرت أينشتاين, "1907"

طلب التوظيف هو مستند عمل قياسي يتم إعداده بأسئلة يعتبرها أصحاب العمل ذات صلة. يتم استخدامه لتحديد أفضل مرشح لشغل دور معين داخل الشركة. تقدم معظم الشركات مثل هذه الاستمارات لأي شخص عند الطلب وعندها يصبح من مسؤولية مقدم الطلب إكمال النموذج وإعادته إلى صاحب العمل للنظر فيه. يُعلم المستند المكتمل والمُعاد الشركة بتوافر مقدم الطلب ورغبته في التوظيف بالإضافة إلى مؤهلاته وخلفيته بحيث يمكن اتخاذ قرار بشأن مدى ملاءمة المرشح للمنصب.

## التعريف
من وجهة نظر صاحب العمل يخدم الطلب عددا من الأغراض. تختلف هذه وفقا لطبيعة الوظيفة وتفضيلات الشخص المسؤول عن التوظيف حيث "يجب أن يكون لكل منظمة نموذج طلب يعكس بيئتها الخاصة". كحد أدنى يتطلب الطلب عادة من مقدم الطلب تقديم معلومات كافية لإثبات أنه مسموح له قانونا بالتوظيف. يتطلب الطلب النموذجي أيضا من مقدم الطلب تقديم معلومات تتعلق بالمهارات ذات الصلة والتعليم والخبرة (العمل السابق أو العمل التطوعي). الطلب نفسه هو اختبار ثانوي لمهارات القراءة والكتابة والخط والاتصال لمقدم الطلب. قد يقوم طالب الوظيفة المهمل باستبعاد نفسه من خلال ملء طلب سيء.
قد يطلب الطلب أيضا من مقدم الطلب الكشف عن أي سجل جنائي وتقديم معلومات كافية لتمكين صاحب العمل من إجراء فحص الخلفية المناسب. بالنسبة للأعمال التجارية التي توظف العمال على أساس عدم التفرغ قد يستفسر الطلب عن مدى توفر مقدم الطلب في أوقات و / أو أيام محددة وتفضيلات في هذا الصدد. قد يُحظر على أصحاب العمل سؤال المتقدمين عن الخصائص التي لا علاقة لها بالوظيفة مثل آرائهم السياسية أو ميولهم الجنسية.
بالنسبة لوظائف ذوي الياقات البيضاء لا سيما تلك التي تتطلب مهارات الاتصال سيطلب صاحب العمل عادة من المتقدمين أن يرفقوا الاستمارة بخطاب تقديم وسيرة ذاتية. ومع ذلك فحتى أصحاب العمل الذين يقبلون خطاب التقديم والسيرة الذاتية كثيرا ما يطلبون أيضا من مقدم الطلب إكمال نموذج الطلب حيث قد تتجاهل المستندات الأخرى ذكر تفاصيل محددة ذات أهمية لصاحب العمل. في بعض الحالات يتم استخدام التطبيق بشكل فعال لردع المتقدمين "غير المسجلين" حيث يمثل ذلك حاجزا بين مقدم الطلب ومقابلة العمل مع الشخص الذي لديه سلطة التوظيف.
بالنسبة للعديد من الشركات يمكن ملء طلبات التوظيف عبر الإنترنت بدلا من تقديمها شخصيا. ومع ذلك لا يزال من المستحسن أن يقوم المتقدمون بإحضار نسخة مطبوعة من طلبهم إلى المقابلة.
استمارات التقديم هي ثاني أكثر وسائل التوظيف شيوعا بعد المقابلات الشخصية. ستستخدم الشركات أحيانا نوعين من نماذج الطلبات القصيرة والطويلة. تساعد الشركات في الفحص الأولي ويمكن استخدام النموذج الأطول لأغراض أخرى أيضا. الإجابات التي يختار المتقدمون تقديمها مفيدة للشركة لأنها يمكن أن تصبح سؤال مقابلة لمقدم الطلب هذا.

## التقييس والتنظيم
طلب التوظيف ليس نموذجا موحدا لذلك يجوز لكل شركة إنشاء نموذج خاص بها طالما يتم الالتزام باللوائح التي تضعها الحكومة.

## عناصر الطلب
كحد أدنى تطلب الطلبات عادة من مقدم الطلب اسمه ورقم هاتفه وعنوانه. بالإضافة إلى ذلك قد تطلب الطلبات أيضا معلومات التوظيف السابقة والخلفية التعليمية وجهات الاتصال في حالات الطوارئ والمراجع بالإضافة إلى أي مهارات خاصة قد يمتلكها مقدم الطلب.
الفئات الثلاث للمعلومات التي تعد مجالات التطبيق مفيدة جدا لاكتشافها هي الخصائص البدنية والخبرة والعوامل البيئية.

### الخصائص البدنية
إذا كان لدى الشركة مؤهل مهني حسن النية لطرحه بخصوص حالة جسدية فقد يطرحون أسئلة حولها. على سبيل المثال:

### الخبرة
يمكن تقسيم متطلبات الخبرة إلى مجموعتين في الطلب: خبرة العمل والخلفية التعليمية. تعد الخلفية التعليمية مهمة لأنها تسمح لصاحب العمل المحتمل بتقييم أداء المتقدمين في المدرسة وكذلك تحديد الشخصية والذكاء. تعد خبرة العمل مهمة لأنها ستبلغ صاحب العمل المحتمل إذا كان مقدم الطلب يلبي احتياجاته الخاصة. تهتم الشركات عادة عندما يكون المتقدمون عاطلين عن العمل ومتى / لماذا ترك مقدم الطلب وظيفته السابقة وأعلى منصب له في وظيفته السابقة.

### المؤهلات الاجتماعية والبيئية
قد تكون الشركات مهتمة بالبيئة الاجتماعية لمقدم الطلب لأنها يمكن أن تطلعهم على شخصيتهم واهتماماتهم وصفاتهم. على سبيل المثال إذا كانوا نشيطين للغاية داخل المنظمة فقد يظهر ذلك قدرتهم على التواصل بشكل جيد مع الآخرين. قد يُظهر التواجد في الإدارة قدرتهم القيادية وكذلك تصميمهم.

### الصورة
تختلف الملابس من بلد إلى آخر عندما يتعلق الأمر بإدراج أو عدم إدراج صورة لمقدم الطلب. في العديد من البلدان الناطقة باللغة الإنجليزية ولا سيما الولايات المتحدة لا يعد هذا أمرا مألوفا والكتب أو مواقع الويب التي تقدم توصيات حول كيفية تصميم طلب تنصح بعدم استخدامه ما لم يطلب ذلك صراحة صاحب العمل. في بلدان أخرى (على سبيل المثال ألمانيا) لا يزال إدراج صورة لمقدم الطلب شائعا وقد يعتبر العديد من أصحاب العمل أن الطلب غير مكتمل بدونه.

## في الدول الأوروبية الأخرى غير الناطقة باللغة الإنجليزية

### فرنسا
في فرنسا يتطلب قانون تكافؤ الفرص لعام 2006 من الشركات التي تضم أكثر من 50 موظفا أن تطلب طلبا مجهول الهوية (سيرة ذاتية مجهولة).

### ألمانيا
يُطلق على طلب الوظيفة اسم Bewerbung في ألمانيا ويتألف عادة من ثلاثة أجزاء: خطاب الطلب والسيرة الذاتية والمراجع. يستخدم خطاب الطلب لإقناع صاحب العمل بتقديم دعوة لمقابلة عمل. يجب أن يكون بحجم الورق A4 ولا يتجاوز صفحة واحدة وتوقيع بخط اليد ومرفقا بالسيرة الذاتية والمراجع. يتم توثيق السيرة الذاتية بترتيب زمني عكسي ويجب أن يقدم معلومات عن خبرة العمل والتعليم والتدريب المهني بالإضافة إلى مهارات مقدم الطلب. في ألمانيا عادة ما تتضمن السيرة الذاتية صورة تسمى صورة الطلب. يتعمد بعض أرباب العمل وخاصة المنظمات الحكومية إهمال الصورة لضمان درجة أعلى من الموضوعية في سياق إجراءات التقييم. يجب أن تتكون السيرة الذاتية من صفحتين. بشكل عام هناك خياران لتقديم طلب وظيفة في ألمانيا: طلب وظيفة ورقي أو عبر الإنترنت. وفقا لدراسة كان الطلب عبر الإنترنت مفضلا في ألمانيا أكثر من الطلب الورقي بحلول عام 2012.

### إيطاليا
السيرة الذاتية هي أهم جزء في التطبيق ويجب ألا تزيد عن صفحتين إلى ثلاث صفحات. وهي مقسمة إلى ثلاثة مجالات:
بتسلسل زمني:
- التفاصيل الشخصية.
- المدرسة والتعليم.

في ترتيب زمني عكسي:
- قدرات / مهارات إضافية
- الخبرة. كخريج تم حذف هذا القسم. يمكن ذكر معلومات موجزة عن دوافع التطبيق هنا.

خطاب الغلاف قصير نسبيا ومهذب ورسمي في طلبات التوظيف الإيطالية. يتم تقديم نسخ طويلة ودوافع موضحة بشكل مكثف بالإضافة إلى صور ونسخ من الشهادات فقط في المقابلة.

### إسبانيا
في إسبانيا يتكون الطلب من جزأين: خطاب التقديم والسيرة الذاتية. لا توجد شهادات عمل أو تدريب مرفقة. يجب أن يكون خطاب الغلاف قصيرا ويحتوي على سبب التقديم. يجب أن تكون السيرة الذاتية منظمة في شكل جدول. في إسبانيا هناك مقابلات عمل متعددة مع نفس الشركة شائعة.

## الاستخدام من قبل المخترقين
من المعروف أن تطبيقات الوظائف يستخدمها المخترقون لجعل الموظفين يفتحون المرفقات أو الروابط أو توصيل أجهزة يو إس بي ببرمجيات خبيثة. نظرا لأن الشركات تمتلك عادة موارد مالية أكثر من الأفراد العاديين فإنها غالبا ما تكون هدفا للابتزاز عبر الإنترنت. تم اكتشاف برامج الفدية مثل "بيتيا" و"العين الذهبية" لاستغلال تطبيقات العمل. قد يكون التجسس الإلكتروني والهجمات على الشركات ذات الصلة بالبنية التحتية الحيوية أسبابا أخرى لمثل هذه الهجمات وقد تؤدي بخلاف هجمات برامج الفدية إلى ترك الموظفين في حالة جهل بشأن إصابة أجهزة الكمبيوتر أو الشبكة الخاصة بهم. أفضل طريقة للتخفيف من مثل هذه المخاطر هي جعل إدارة الموارد البشرية تستخدم جهاز كمبيوتر منفصلا لتطبيقات الوظائف المنفصلة تماما عن الشبكة الداخلية والتي لا يتم تخزين معلومات سرية أو قيمة عليها. لا توجد أجهزة محمولة مثل أجهزة يو إس بي التي قد تتصل بأجهزة كمبيوتر أخرى للشركة.